# Hesterberg (Schleswig)

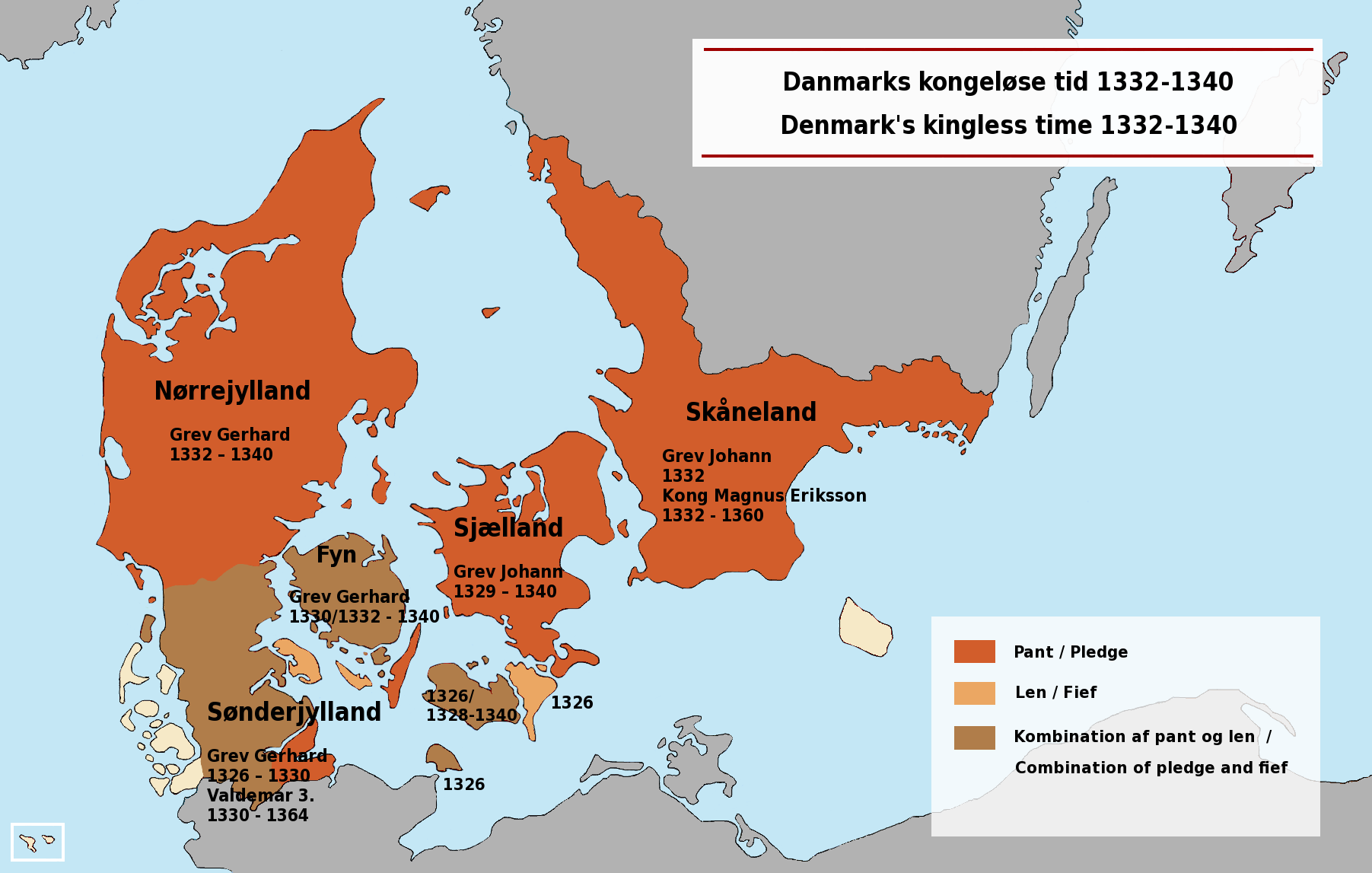
Die militärischen Auseinandersetzungen zwischen dänischen und holsteinischen Truppen Mitte des 14. Jahrhunderts am Hesterberg führten mit zu der sogenannten Königslosen Zeit (kongeløs tid) in Dänemark, in der nahezu das ganze Land an norddeutsche Fürsten verpfändet war.

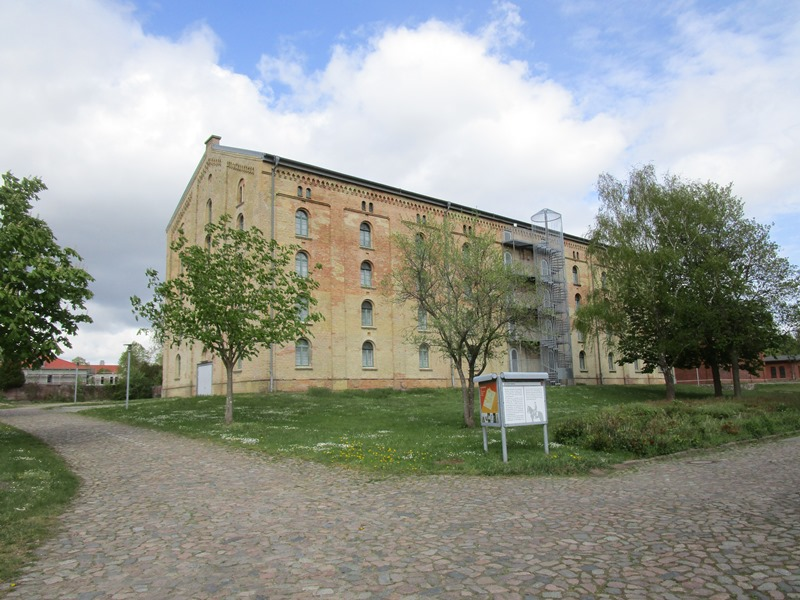
Magazingebäude auf dem Hesterberg

Der Hesterberg (dänisch: Hestebjerg, niederdeutsch: Hesterbarg, auch Heisterbarg) ist eine Anhöhe und ein Ortsteil in der Stadt Schleswig. Der Hesterberg erstreckt sich östlich des Gottorfer Neuwerkgartens und nordwestlich des Lollfußes. Er bildet zusammen mit dem Michaelisberg und dem Gallberg eine nördlich der Schlei gelegene Hügelkette. Die nach Norden führende gleichnamige Straße teilt die Anhöhe in Klein- und Groß-Hesterberg.
Der Hesterberg wurde erstmals 1448 schriftlich genannt. Der Name leitet sich vom dänischen Wort für Pferd, Hest, ab. Die Anhöhe wurde damals von den Schleswiger Stadtbauern als gemeinsames Weideland genutzt. Eine lokale Volkssage erklärt den Namen darüber hinaus über eine geglückte List der Königin Margarethe I., der auf der Anhöhe mit Hilfe ihrer Pferde die Flucht vor Feinden glückte. Im Jahr 1326 kam es zu der Schlacht am Hesterberg, in der der holsteinische Graf Gerhard III. die Truppen des dänischen Königs Christoph II. besiegte. 1329 gewann Graf Gerhard hier erneut über aufständische jütländische Bauerntruppen, die sich gegen den Einfluss norddeutscher Fürsten im zum großen Teil verpfändeten Dänemark zur Wehr setzten. Zwei Jahre später geriet der dänische König Christoph II. auf der südlich gelegenen Lohheide schließlich in Gefangenschaft von Graf Gerhard III.
Ab etwa 1565 wurden unter Herzog Adolf I. Teile der Anhöhe aufgekauft und ein Vorwerk für die Hofhaltung des nahen Schlosses etabliert. Dies führte jedoch auch zu Konflikten mit der städtischen Bürgerschaft, die den Hesterberg bis dato als Stadtfeld nutzte. 1662 brannte das erste Vorwerk ab und wurde etwas weiter nördlich wieder aufgebaut. Es bestand aus mehreren Ställen und einem Backhaus. Auch eine Meierei soll es zeitweise gegeben haben. Mit dem Ende des Gottorfer Herzogshauses 1713 wurde das Vorwerk schließlich aufgegeben und teilweise abgebrochen. Ab 1745 wurden die Ländereien durch den dänischen König an mehrere Nutzer verpachtet. Um 1755 bestand auf dem Hesterberg auch für kurze Zeit eine Fayencemanufaktur.
Ab Mitte des 19. Jahrhunderts wurde der Hesterberg zunehmend bebaut und städtebaulich in die Stadt Schleswig integriert. Schließlich wurden die ehemals zur Gemeinde Schuby und der Arensharde gehörenden Hesterberger Koppeln formell in die Stadt eingemeindet. Nicht zuletzt mit dem Bau der Chaussee nach Flensburg entwickelte sich der Hesterberg zu einem städtischen Wohngebiet. Hinzu kamen Einrichtungen der Kinder- und Jugendpsychiatrie sowie ein größeres militärisches Magazin, das heute als Zentralmagazin von den Landesmuseen auf Schloss Gottorf genutzt wird.